# Lohfelden
Lohfelden är en kommun i Landkreis Kassel i Regierungsbezirk Kassel i förbundslandet Hessen i Tyskland.
Lohfelden bildades genom en sammanslagning av kommunerna Crumbach och Ochshausen 1 juni 1941. Den tidigare kommunen Vollmarshausen uppgick i Lohfelden 1 december 1970.